# Jorge Americano
Jorge Americano (São Paulo, 25 de agosto de 1891 — 6 de fevereiro de 1969) foi um professor, advogado, promotor público, deputado estadual em São Paulo no período de 1927 a 1928, e Deputado federal na Assembléia Nacional Constituinte em 1933.

## Biografia
Foi professor e o quarto reitor da Universidade de São Paulo. Foi professor de Direito Internacional, na Faculdade de Direito da Universidade Presbiteriana Mackenzie, da qual foi diretor. Exerceu a função de Juiz do Tribunal de Arbitragem de Haia. Foi professor do Ginásio São Bento, da Escola de Comércio Álvares Penteado e da Escola de Sociologia e Política da USP. Foi membro do Conselho e presidente do Conselho da Escola de Sociologia e Política e Presidente do Instituto dos Advogados de São Paulo e ainda  Conselheiro da Ordem dos Advogados do Brasil.
Autor de vasta obra: Processo Civil e Comercial, Estudo  Teórico e Prático da  Ação  Rescisória, Da Ação Pauliana, Da Ação Rescisória dos Julgados no Direito Brasileiro, Comentários ao Código do Processo Civil do Brasil (volumes I ao IV), Teses de Concurso, Aplicações do Direito, Do Abuso do Direito no Exercício da Demanda, O Novo Fundamento do Direito Internacional, Ensaio sôbre o Enriquecimento sem Causa, A Verdade sôbre as Terras da Fazenda Guavirova, A Universidade de São Paulo - Dados, Problemas, etc., Coletânea de Jurisprudência.
Aposentado, dedicou-se à produção de obras de carácter rememorativo, entre as quais se destacam São Paulo Naquele Tempo, na qual são relatadas suas impressões da cidade entre os anos de 1895 e 1915, e São Paulo Nesse Tempo, onde a metrópole é observada nos seus aspectos peculiares no período de 1915 a 1935 e São Paulo Neste Tempo - posteriormente reeditada como São Paulo Atual, abordando os anos entre 1935-1962. 
Foi o primeiro presidente da Sociedade Brasileira para o Progresso da Ciência.
Homenageado com a "Rua Jorge Americano", no bairro Alto da Lapa e também com Escola na cidade de São Paulo, no bairro Feitiço da Villa cujo nome  é "E.M.E.F. Professor Jorge Americano" bem como a Escola Estadual Prof. Jorge Americano no Centro de Lins-SP.